# 클레이턴 앨더퍼
클레이턴 폴 앨더퍼(Clayton Paul Alderfer, 1940년 9월 1일 ~ 2015년 10월 30일)는 미국의 심리학자이다. 그는 에이브러햄 매슬로의 인간 욕구 단계설을 확장한 ERG 이론(Existence, Relatedness & Growth, 존재-관계-성장)을 주창한 것으로 유명하다. 1969년 <인간 욕구에 대한 새로운 이론의 실험적 연구>(An Empirical Test of a New Theory of Human Need) 란 논문에서 이 이론을 발표하였다. 그는 생리적,안전에 대한 하위욕구를 존재의 영역에 통합하고 매슬로우의 개인간 사랑과 존중에 대한 욕구를 관계성으로 분류하였다. 성장의 영역은 자기실현과 자기존중의 욕구를 포함하고 있다. 매슬로의 인간 욕구 단계설은 낮은 수준의 욕구가 충족된 후에 더 높은 수준의 욕구가 가능하다고 본 반면 알더퍼의 ERG이론은 각 욕구는 동시에 일어 날 수 있으며 중요성은 개인에 따라 다르다. 만약 한번에 하나씩의 욕구 충족에만 초점을 맞춘다면 효과적인 동기부여가 되지 않을 수도 있다. 또한 만약 높은 수준의 욕구가 충족되지 않는다면 더 쉬운 낮은 수준의 욕구로 퇴행할 수도 있다고 본다.

## ERG 이론
1. 실존욕구(Existence needs): 배고픔, 갈증, 안식처 등 생리적, 물질적인 욕망들이다. 매슬로의 처음 2개 욕구와 같다.
2. 관계욕구(Relatedness needs): 가족, 감독자, 공동작업자, 부하, 친구 등과 같은 타인과의 관계와 관련되는 모든 욕구를 포괄한다. 매슬로의 2,3,4번째 욕구에 해당
3. 성장욕구(Growth needs): 창조적 성장이나 개인적 성장과 관련된 모든 욕구를 포괄하고 있다. 메슬로의 4번째,5번째에 해당.

## 저서
- 실존,관계 와 성장; 조직관계속에서의 인간 욕구, 클레이턴 앨더퍼 지음, Free pr, 1972년,ISBN-13: 978-0029003909